# Edit Lokodi
Edit Emőke Lokodi (n. 23 iunie 1953, Târgu Mureș, România) este o juristă și politiciană maghiară din România. A fost membră în secția jurisdicțională a Curții de Conturi a României și președintă a Consiliului Județean Mureș între anii 2004-2012.